# Margaretta Angelica Peale

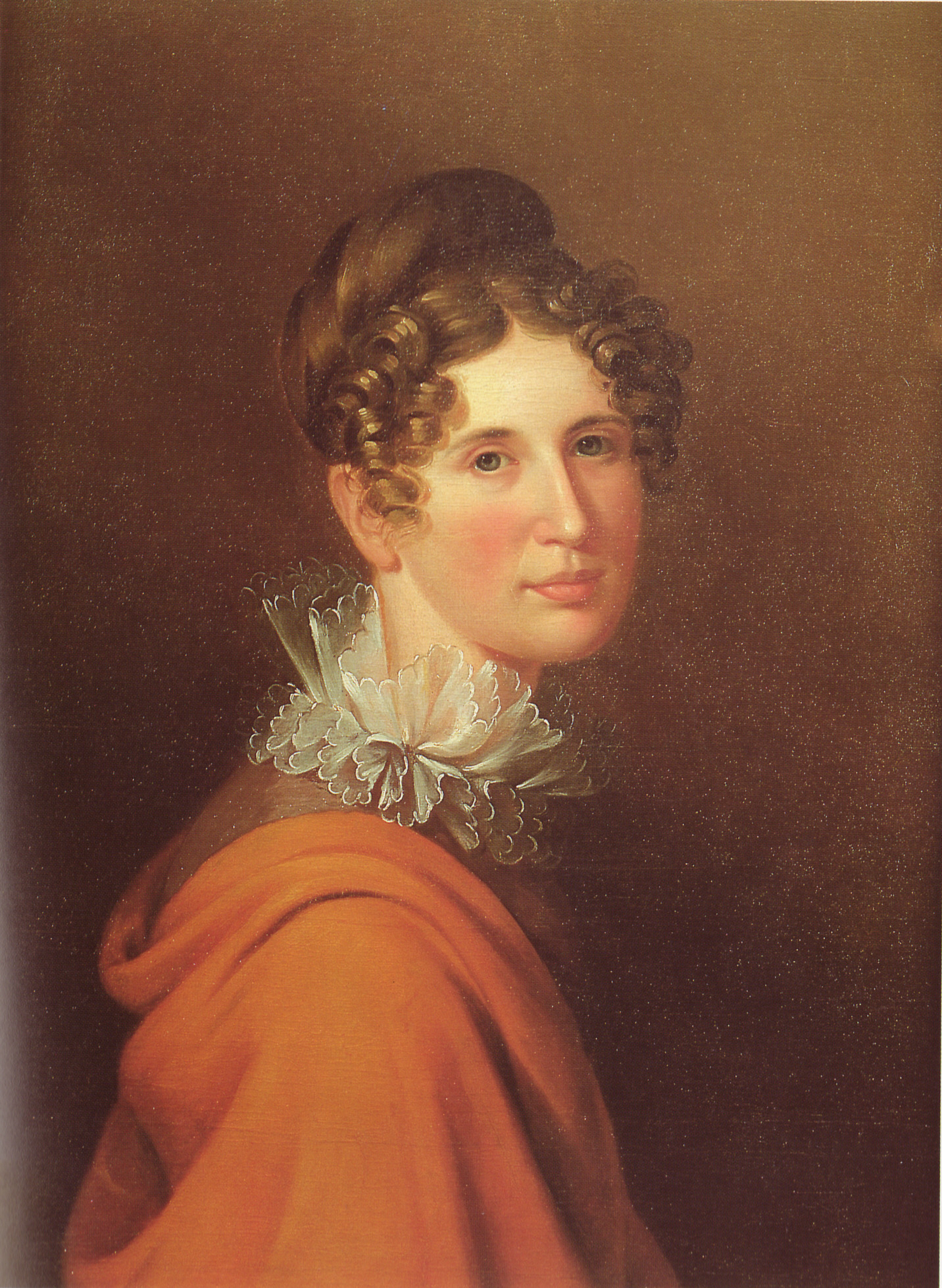
Porträt von Margaretta Peale von James Peale

Margaretta Angelica Peale (* 1. Oktober 1795 in Philadelphia, Pennsylvania; † 17. Januar 1882 ebenda) war eine US-amerikanische Stillleben- und Porträtmalerin aus der bekannten Peale-Künstlerfamilie.

## Leben
Sie wurde 1795 in Philadelphia als Tochter des Malers James Peale und dessen Frau Mary Claypoole Peale geboren. Sie war eines von sechs Kindern ihres Vaters, von denen sie und zwei ihrer Schwestern eine künstlerische Laufbahn einschlugen. Im Unterschied zu ihren Schwestern Anna Claypoole Peale und Sarah Miriam Peale, die unabhängig lebten, blieb Margaretta ihr Leben lang im elterlichen Haushalt. Als ihre Eltern krank wurden, kümmerte sie sich um sie. Sie blieb ledig und lebte später mit ihrer jüngeren Schwester Sarah Miriam zusammen, bis sie im Januar 1882 in Philadelphia starb. Sie wurde auf dem Friedhof der Gloria Dei (Old Swedes') Church Burial Ground beigesetzt.

## Werk

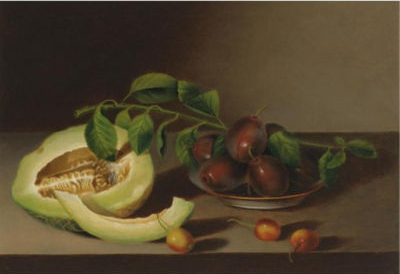
Margaretta Angelica Peale: Melon Cherries and Plums (1836)

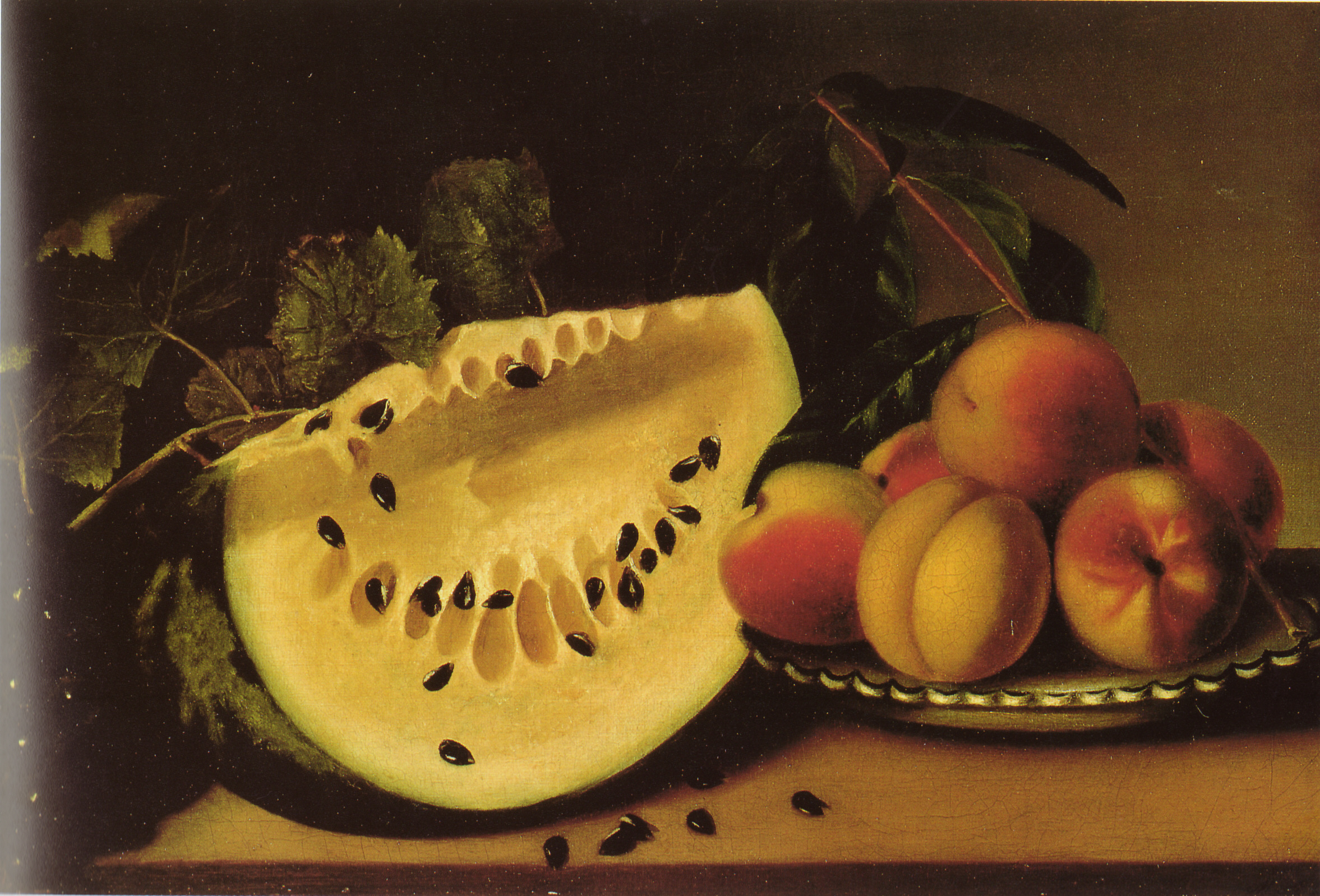
Margaretta Angelica Peale: Still life with watermelon and peaches (1828)

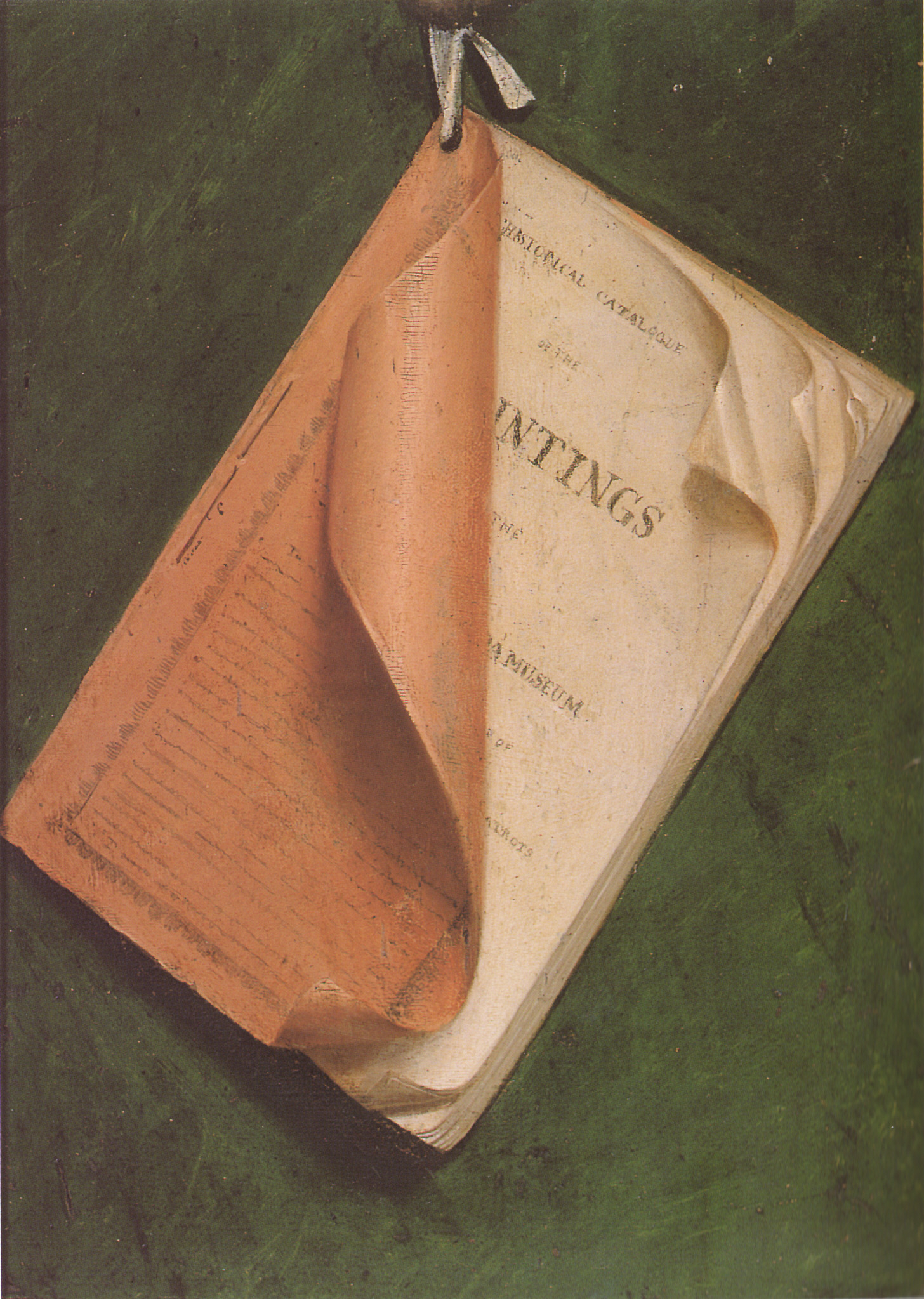
Catalogue: A Deception. Ein Trompe-l’œil von Margaretta Angelica Peale

Margaretta Angelica Peale begann um 1813 damit, Stillleben zu malen, vorrangig kleine Tischarrangements mit Früchten. Zwischen 1828 und 1837 stellte sie zehn dieser Werke bei der Pennsylvania Academy of the Fine Arts aus. Im Jahr 1830 zeigte sie zusätzlich ein Porträt einer Dame, das als erstes Porträt der Künstlerin gilt. Stilistisch orientierte sie sich an den Werken ihres Vaters James Peale, den Stillleben ihres Cousins Raphaelle Peale sowie an holländischen Stillleben des 17. Jahrhunderts. Ihre Werke fallen durch klare Konturen, verallgemeinerte Formen und eine subtile, frontale Beleuchtung auf. Die Hintergründe sind meist neutral oder streng gehalten, um die Farben und Texturen der Vordergrundobjekte hervorzuheben. Trotz ihrer eher geringen Bekanntheit zählt Margaretta zu den begabtesten Früchtestilllebenmalerinnen ihrer Zeit. Nachweisbar waren jedoch nur elf Werke aus rund fünfzig in Archiven genannten Gemälden.